# 尼柯尔斯图

尼柯爾斯圖

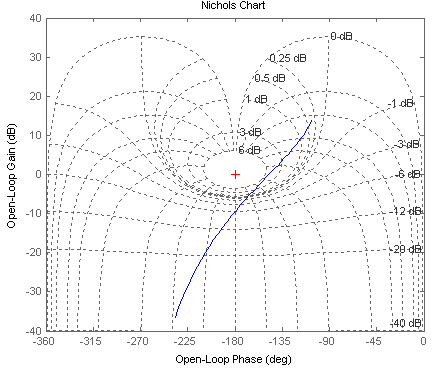
尼柯爾斯圖，圖中有曲線表示閉迴路系統的增益分貝值及相位

尼柯爾斯圖（英語：Nichols plot）是將線性非時變系統在不同頻率下的增益分貝值及相位繪在一直角坐標系的圖上，尼柯爾斯圖將二種波德圖（波德增益圖及波德相位圖）結合成一張圖，而頻率只是曲線中的參數，不直接在圖中顯示。尼柯爾斯圖的命名是來自美國控制工程師尼柯尔斯（Nathaniel B. Nichols）。
尼柯爾斯圖常應用在閉迴路控制系統的穩定性分析中，這時會將開迴路系統的頻率響應繪在尼柯爾斯圖上，而尼柯爾斯圖上會有其他曲線，標示對應閉迴路系統的增益分貝值及相位。因此只要知道開迴路系統的頻率響應，即可找到單位回授系統的頻率響應。

## 原理
考慮一系統的開迴路轉換函數為{\displaystyle G(j\omega )}，回授係數為1，其閉迴路的轉換函數{\displaystyle W(j\omega )}為
{\displaystyle W(j\omega )={\frac {G(j\omega )}{1+G(j\omega )}}}
開迴路轉換函數可以用其大小及相位來表示：
{\displaystyle G(j\omega )=ge^{j\theta },~g=|G(j\omega )|,~\theta =\angle G(j\omega )}
而其閉迴路的轉換函數為：
{\displaystyle W(j\omega )={\frac {g\cos \theta +jg\sin \theta }{(1+g\cos \theta )+jg\sin \theta }}=Me^{j\varphi }}
其大小及相位為：
{\displaystyle M={\frac {g}{\sqrt {1+g^{2}+2g\cos \theta }}},~\varphi =\tan ^{-1}{\frac {\sin \theta }{g+\cos \theta }}}
因此閉迴路下頻率響應的大小{\displaystyle M}及相位{\displaystyle \varphi }可以用開迴路頻率響應的大小{\displaystyle g}及相位{\displaystyle \theta }來表示。只要知道開迴路的頻率響應，即可求出對應的閉迴路頻率響應。

## 應用

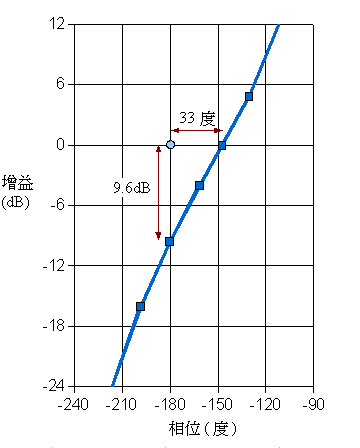
尼柯爾斯圖，其中可看到增益裕度及相位裕度

尼柯爾斯圖可以用來分析系統的穩定性，以及增益裕度、相位裕度等有關系統相對穩定性的資訊。
。
在尼柯爾斯圖上可以看到相位-180度，增益0dB的點。找出尼柯爾斯圖對應相位-180度的點：
- 若此點在增益0dB的點上方，表示其增益大於0dB，對應的單位回授系統不穩定。
- 若此點在增益0dB的點下方，表示其增益小於0dB，對應的單位回授系統穩定，而兩者的距離即為增益裕度。

而根據尼柯爾斯圖對應增益0dB度的點也可以判斷是否穩定，及相位裕度：
- 若此點在相位-180度點左方，表示其相位小於-180度，對應的單位回授系統不穩定。
- 若此點在相位-180度點右方，表示其相位大於-180度，對應的單位回授系統穩定，而兩者的距離即為相位裕度。

以右圖為例，在相位到達-180度時，增益約為-9.6dB，在0dB點的下方，因此系統穩定，增益裕度為9.6dB。
在增益到達0dB時，相位為-147度，在-180度點的右方，較-180度多33度，因此相位裕度為33度。
在強健控制系統設計的領域中，尼柯爾斯圖是Horowitz和Sidi的量化迴授理論（QFT, Quantitative feedback theory）的重點之一。

## 參照
- 波德圖
- 奈奎斯特圖
- 传递函数
- 等M圓及等N圓

## 註解
1. ↑  若回授部份的轉換函數不為1，可以用其他方式轉換為其他系統及單位回授系統的組合。